# Beauvène
Beauvène est une commune française, située dans le département de l'Ardèche en région Auvergne-Rhône-Alpes.
Ses habitants sont appelés les Beauvenais.

## Géographie

### Situation et description
Beauvène est une petite commune du centre de l'Ardèche, positionnée au nord de Privas. Malgré son aspect essentiellement rural, elle est rattachée à la communauté d'agglomération Privas Centre Ardèche.

### Climat
Pour des articles plus généraux, voir Climat d'Auvergne-Rhône-Alpes et Climat de l'Ardèche.
En 2010, le climat de la commune est de type climat méditerranéen altéré, selon une étude du CNRS s'appuyant sur une série de données couvrant la période 1971-2000. En 2020, Météo-France publie une typologie des climats de la France métropolitaine dans laquelle la commune est exposée à un climat de montagne ou de marges de montagne et est dans une zone de transition entre les régions climatiques « Moyenne vallée du Rhône » et « Sud-est du Massif Central ».
Pour la période 1971-2000, la température annuelle moyenne est de 11,1 °C, avec une amplitude thermique annuelle de 17 °C. Le cumul annuel moyen de précipitations est de 1 246 mm, avec 7,7 jours de précipitations en janvier et 5,4 jours en juillet. Pour la période 1991-2020, la température moyenne annuelle observée sur la station météorologique de Météo-France la plus proche, « Gluiras Rad », sur la commune de Gluiras à 3 km à vol d'oiseau, est de 11,2 °C et le cumul annuel moyen de précipitations est de 1 201,5 mm,. Pour l'avenir, les paramètres climatiques de la commune estimés pour 2050 selon différents scénarios d'émission de gaz à effet de serre sont consultables sur un site dédié publié par Météo-France en novembre 2022.

### Hydrographie
La partie septentrionale du territoire de la commune est bordée par l'Eyrieux, rivière de 83,5 km de longueur qui rejoint la rive droite du Rhône au niveau de la commune de La Voulte-sur-Rhône.

## Urbanisme

### Typologie
Au 1er janvier 2024, Beauvène est catégorisée commune rurale à habitat dispersé, selon la nouvelle grille communale de densité à 7 niveaux définie par l'Insee en 2022.
Elle est située hors unité urbaine. Par ailleurs la commune fait partie de l'aire d'attraction du Cheylard, dont elle est une commune de la couronne,. Cette aire, qui regroupe 20 communes, est catégorisée dans les aires de moins de 50 000 habitants,.

### Occupation des sols
L'occupation des sols de la commune, telle qu'elle ressort de la base de données européenne d’occupation biophysique des sols Corine Land Cover (CLC), est marquée par l'importance des forêts et milieux semi-naturels (86 % en 2018), une proportion sensiblement équivalente à celle de 1990 (86,2 %). La répartition détaillée en 2018 est la suivante : 
forêts (70,9 %), milieux à végétation arbustive et/ou herbacée (15 %), zones agricoles hétérogènes (12,6 %), prairies (1,5 %).
L'évolution de l’occupation des sols de la commune et de ses infrastructures peut être observée sur les différentes représentations cartographiques du territoire : la carte de Cassini (XVIIIe siècle), la carte d'état-major (1820-1866) et les cartes ou photos aériennes de l'IGN pour la période actuelle (1950 à aujourd'hui).

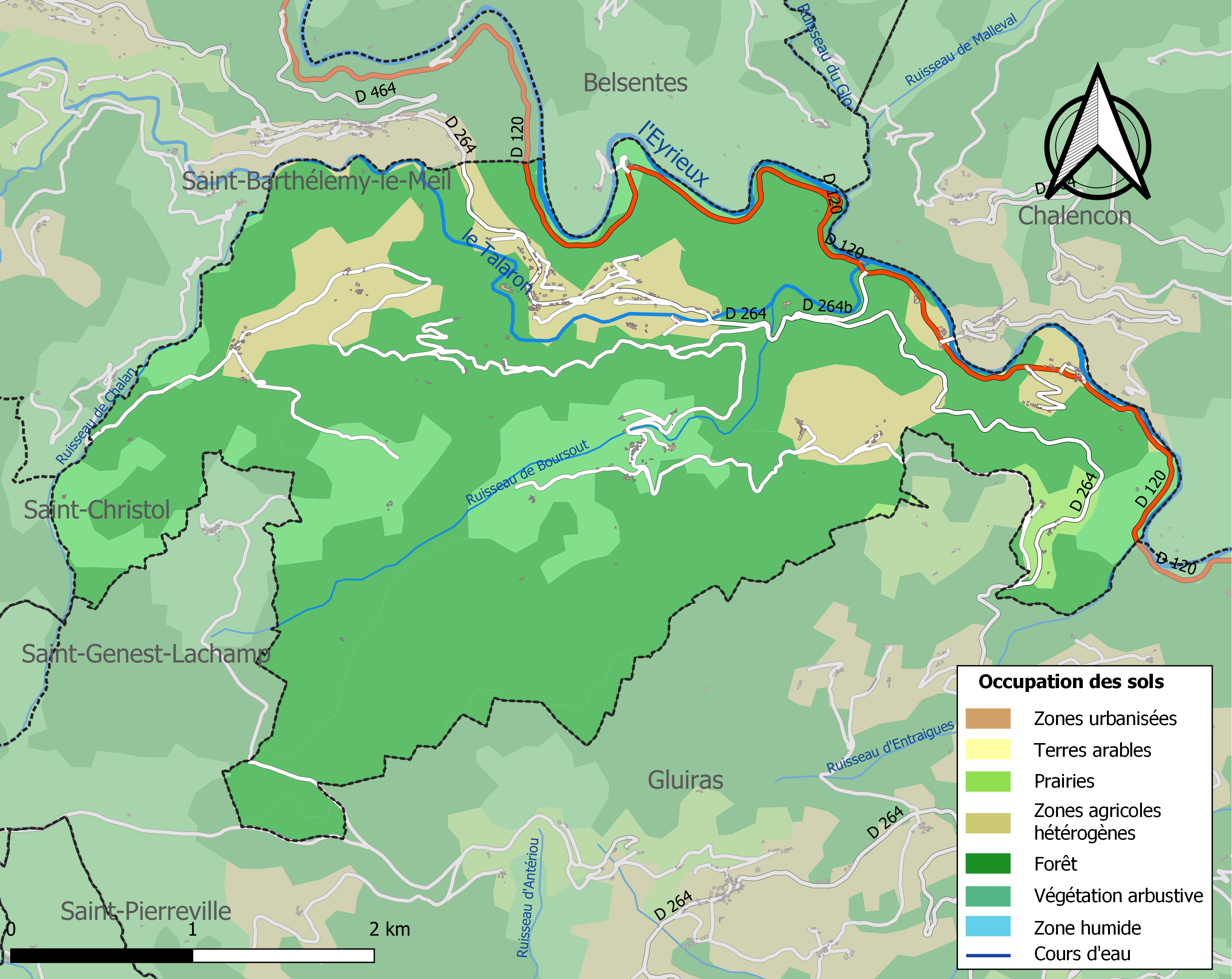
Carte des infrastructures et de l'occupation des sols de la commune en 2018 (CLC).

### Risques naturels

#### Risques sismiques
L'ensemble du territoire de la commune de Beauvène est situé en zone de sismicité no 2 (sur une échelle de 5), comme la plupart des communes situées sur le plateau et la montagne ardéchoise.
| Type de zone | Niveau           | Définitions (bâtiment à risque normal) |
| ------------ | ---------------- | -------------------------------------- |
| Zone 2       | Sismicité faible | accélération = 1,1 m/s2                |

## Histoire
La commune de Beauvène a été dirigée par la très noble famille Burine de Tournays. Jean de Burine, deuxième du nom, a suivi Eymard du Puy au XIVe siècle, et a hérité des terres de Beauvène, appelées à cette époque Tournays en référence à la ville d'origine de la famille, Tournai en Belgique.

## Politique et administration

### Liste des maires
| Période                                  | Période                   | Identité        | Étiquette | Qualité |
| ---------------------------------------- | ------------------------- | --------------- | --------- | --- |
| Les données manquantes sont à compléter. |                           |                 |           | |
| avant 1988                               | ?                         | Pierre Serre    |           | |
| mars 2001                                | 2008                      | Pierre Vigné    | PS        | Professeur des écoles Conseiller général du canton de Saint-Pierreville (2004-2009)                                                                |
| mars 2008                                | En cours (au 6 août 2020) | Laetitia Serre, | PS        | Directrice de cabinet Conseillère générale du canton de Saint-Pierreville (2009-2015), puis départementale du canton de Haut-Eyrieux (depuis 2015) |

## Population et société

### Démographie
L'évolution du nombre d'habitants est connue à travers les recensements de la population effectués dans la commune depuis 1926. Pour les communes de moins de 10 000 habitants, une enquête de recensement portant sur toute la population est réalisée tous les cinq ans, les populations de référence des années intermédiaires étant quant à elles estimées par interpolation ou extrapolation. Pour la commune, le premier recensement exhaustif entrant dans le cadre du nouveau dispositif a été réalisé en 2004.

En 2022, la commune comptait 202 habitants, en évolution de −4,72 % par rapport à 2016 (Ardèche : +2,48 %, France hors Mayotte : +2,11 %).
| 1926 | 1931 | 1936 | 1946 | 1954 | 1962 | 1968 | 1975 | 1982 |
| ---- | ---- | ---- | ---- | ---- | ---- | ---- | ---- | ---- |
| 652  | 603  | 531  | 447  | 391  | 390  | 332  | 247  | 232  |

| 1990 | 1999 | 2004 | 2006 | 2009 | 2014 | 2019 | 2022 | - |
| ---- | ---- | ---- | ---- | ---- | ---- | ---- | ---- | - |
| 221  | 220  | 233  | 228  | 233  | 221  | 207  | 202  | - |

### Enseignement
La commune est rattachée à l'académie de Grenoble.

### Médias
Deux organes de presse écrite de niveau régional sont distribués dans la commune :
- L'Hebdo de l'Ardèche

Il s'agit d'un journal hebdomadaire français basé à Valence et diffusé à Privas depuis 1999. Il couvre l'actualité pour tout le département de l'Ardèche.
- Le Dauphiné libéré

Il s'agit d'un journal quotidien de la presse écrite française régionale distribué dans la plupart des départements de l'ancienne région Rhône-Alpes, notamment l'Ardèche. La commune est située dans la zone d'édition du Centre-Ardèche (Privas).

### Cultes
La communauté catholique et l'église paroissiale (propriété de la commune) dépendent de la paroisse Notre-Dame des Boutières, elle-même rattachée au diocèse de Viviers.

## Culture locale et patrimoine

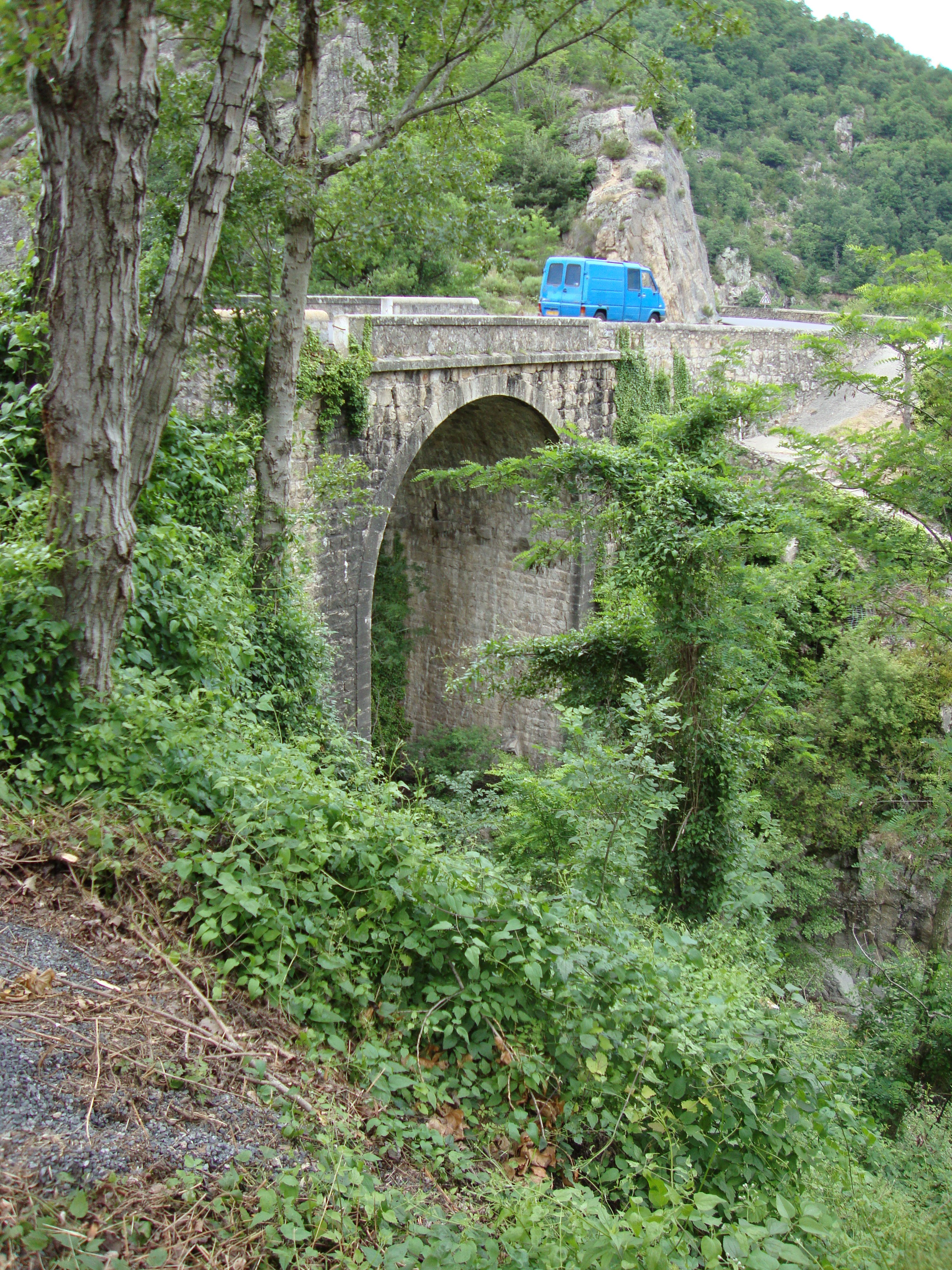
Pont du Talaron.

### Patrimoine religieux
- Église Saint-Charles de Beauvène néo-romane du XIXe siècle.
- Temple de Pranouvet.
- Chapelle Saint-Régis de Chervil.

### Lieux et monuments
- Site d'escalade.
- Château de Chervil, ancien fief dépendant anciennement du mandement de Gluiras, depuis 1924 commune de Beauvène, c'est une ancienne terre des Burine de Tournay, Le château, situé au hameau du Pont de Chervil, était autrefois habité par les de Maurice, châtelains de Chalencon qui ont pris le nom de Chervil au XIVe siècle. La demeure fut successivement aux Gardet de Chervil, aux de Troussebois et par mariage aux Baillard des Combaux, le château appartient depuis le XIXe siècle à la famille Riou. Ce château, de style XVIe siècle, est construit selon le modèle préconisé par Olivier de Serres ; un corps de logis, un étage, quatre tours circulaires possédant chacune un escalier d'accès à l'étage, mais ici, la famille étant vraisemblablement moins fortunée, il n'y a que trois tours. La porte principale est surmontée d'un blason. Une petite chapelle a été construite en l'honneur de saint François Régis qui séjourna au château lors de la reconquête catholique en pays protestant. Des offices destinés à ce saint y sont encore célébrés.

### Personnalités liées à la commune
- Louis Ferdinand Baillard de Beaurevoir (1747-1801), général de brigade de la révolution française.

### Héraldique
|  | Beauvène possède des armoiries dont l'origine et le blasonnement exact ne sont pas disponibles. |